# Islamovac
Islamovac je naselje u distriktu Brčko, BiH.

## Stanovništvo
Nacionalni sastav stanovništva 1991. godine, bio je sljedeći:
ukupno: 105
- Bošnjaci - 97
- ostali, neopredijeljeni i nepoznato - 8